# Charles Joisten
Charles Joisten (Langres, 21 agosto 1936 – Grenoble, 19 febbraio 1981) è stato un antropologo, etnologo, mitografo collezionista di racconti e esperto del folklore francese.
A partire dal 1951 e per due decenni svolse ricerche estensive sulle tradizioni orali e popolari della Savoia e del Delfinato..

## Biografia
Quando era impedito a muoversi a causa di una frattura agli arti inferiori, ancora quattordicenne, Charles Joisten si mise a leggere i libri di Arnold van Gennep sulle tradizioni delle Alte Alpi e decise di completare la storia di tale regione, che lo stesso autore ammise di non essere riuscito ad esplorare del tutto. Visitò Champsaur, Queyras e Briançonnais, documentando storie e racconti sopravvissuti nella tradizione orale di questi luoghi.
Nel 1951, incontrò personalmente van Gennep a Bourg-la-Reine, il quale gli raccomandò di stringere amicizia Paul Delarue, uno specialista di racconti popolari francesi che pubblicò subito le raccolte del giovane Joisten e lo esortò a proseguire le sue attività di ricerca. Nel 1952 l'opera di catalogazione della letteratura popolare fu estesa alla regione del Delfinato (Isère, Drôme), seguita dalla Savoia cinque anni più tardi. Si diresse quindi verso le Basse Alpi, nell'Ardèche, nel Puy-de-Dôme, e, dal '53 al '68, realizzò un'esplorazione particolarmente accurata dell'Ariège in compagnia di un amico.
Nel '62, i suoi Êtres fantastiques dans le folklore de l'Ariège gli guadagnarono la laurea in studi meridionali all'Università di Tolosa. Ignaro dei dialetti occitani parlati dalle sue fonti popolari, Joisten rimase sempre molto aderente al testo originale e pubblicò vari articoli nel corso di un'attività trentennale. 

Dal 1970 al 1981, fu il curatore del Musée Dauphinois di Grenoble e nel '73 fondò Le monde alpin et rhodanien, rivista accademica di etnologia che fu pubblicata fino al 2006 a cura del Centro alpino e Rodanese di Etnologia.
La moglie Alice, insegnante di musica, lo assistette attivamente nelle sue ricerche che proseguì dopo la sua morte.
Charles Joisten è sepolto nel cimitero di Saint-Roch, a Grenoble.

## Opere
- Rites de terminaison des veillées en Dauphiné, Gabelle, 1969
- Contes populaires du Dauphiné, Grenoble, Musée dauphinois, 1971
- Magie et médecine populaire à Valjouffrey (Isère), 1973
- Le monde alpin et rhodanien, religion populaire, Dauphiné, Savoie, Provence, Cévennes, Valais, Vallée d'Aoste, Piémont, Centre alpin et rhodanien d'ethnologie, 1977
- Récits et contes du Dauphiné, Gallimard, 1978
- Récits et contes populaires de Savoie, Paris, Gallimard, 1980
- Roger Devos, Charles Joisten, Mœurs et coutumes de la Savoie du nord au XIXe siècle, La fontaine de Siloé
- Croyances, récits et pratiques de tradition. Mélanges à Charles Joisten, éditions du Monde, 1982
- Les Êtres fantastiques dans le folklore de l'Ariège, Toulouse, Loubatières, 2000
- Contes populaires de Savoie, A Die, 2001
- Contes populaires du Dauphiné, A Die, 2001
- Contes populaires du Dauphiné, Glénat
- Charles Joisten (1936-1981), Nicolas Abry, Alice Joisten, Êtres fantastiques, patrimoine narratif de l'Isère, Grenoble, Musée dauphinois, 2005
- Contes populaires du Dauphiné, tome I in Le conte populaire français, tomo II, Tokyo, Chuo University Press, 2013, pp. 1–213 (traduzione in giapponese a cura di K. Watanabe)
- Contes populaires du Dauphiné, tome II  in Le conte populaire français, tomo III, Tokyo, Chuo University Press, 2014, pp. 541–695 (traduzione in giapponese a cura di K. Watanabe)